# Lodołamacze
Lodołamacze – polski konkurs organizowany corocznie od 2006, adresowany do pracodawców, instytucji i organizacji, a mający na celu przełamywanie stereotypów i uprzedzeń związanych z zatrudnianiem osób niepełnosprawnych, jak również promujący tworzących odpowiednie warunki pracy dla takich osób. Organizatorem jest Polska Organizacja Pracodawców Osób Niepełnosprawnych (POPON).

## Informacje ogólne
Do 2017 włącznie przyznano ponad 550 tytułów Lodołamacza (wręczenie statuetki), a udział wzięło ponad 3900 uczestników. Od 2017 regulamin imprezy uległ zasadniczym zmianom. Nagroda przyznawania jest w następujących kategoriach: Zatrudnienie Chronione, Otwarty Rynek Pracy, Instytucja, Przyjazna przestrzeń, Zdrowa Firma i Dziennikarz bez barier. Przyznawane są też statuetki Super Lodołamacza i Lodołamacza Specjalnego. Honorowy patronat nad imprezą sprawuje Pierwsza Dama – Agata Kornhauser-Duda (w przeszłości była to Maria Kaczyńska).  
W 2023 roku wprowadzono nową kategorię Pracodawca odpowiedzialny społecznie – Zrównoważony rozwój biznesu (CSR/ESG). 

## Liczba uczestników
Dotąd, w poszczególnych edycjach konkursowych, udział wzięła następująca liczba pracodawców:
- 2006: 201 pracodawców,
- 2007: 267 pracodawców,
- 2008: 342 pracodawców,
- 2009: 386 pracodawców,
- 2010: 369 pracodawców,
- 2011: 350 pracodawców,
- 2012: 330 pracodawców,
- 2013: 375 pracodawców,
- 2014: 400 pracodawców,
- 2015: 414 pracodawców,
- 2016: 435 pracodawców[1].

## Laureaci
Oprócz instytucji (np. Politechnika Wrocławska w 2017), urzędów i firm nagrody trafiły w ręce indywidualne. Laureatami w różnych kategoriach zostali m.in. Anna Dymna i jej fundacja „Mimo Wszystko” (2007), ks. Tadeusz Isakowicz-Zaleski (2008), Wojciech Waglewski z zespołem Voo Voo (2009), prof. Tomasz Tasiemski (2012), prof. Henryk Skarżyński (2014), Irena Santor (2015), Martyna Wojciechowska (2016) i Bartłomiej Skrzyński (2017).

## Artyści
Artyści i zespoły wspierające konkurs to obecnie i w przeszłości m.in.: Alicja Węgorzewska-Whiskerd, Krystyna Stańko, Małgorzata Ostrowska, Krzysztof Piasecki, Magdalena Kumorek, Krzysztof Hanke, Grażyna Brodzińska, Malwina Kusior, Hanna Banaszak, Alicja Majewska, Anna Wyszkoni, Małgorzata Walewska, Waldemar Malicki, Glass Duo, Andrzej Rybiński, Zbigniew Wodecki, Budka Suflera, Michał Bajor, Zbigniew Zamachowski, Kasia Kowalska, De Mono, Feel, Tomasz Kammel, Artur Andrus i Stefano Terrazzino. W 2017 ambasadorem konkursu był Krzysztof Hołowczyc.

## Odbiór
Konkurs jest dobrze oceniany przez badaczy rynku pracy i tematów związanych z niepełnosprawnością ("cenna inicjatywa"., "ważna inicjatywa", itp.).